# Pierre Vinck (volksvertegenwoordiger)
Pierre Jules Henri Vinck (Elsene, 14 april 1904 - 11 december 1991) was een Belgisch volksvertegenwoordiger.

## Levensloop
Vinck was beroepshalve architect. Hij bouwde modernistische woningen, zoals het huis in Bijenlaan 12 (1937) en een huis in de Rooseveltwijk (jaren dertig).
In 1951 volgde hij Joseph Vanhellemont op als socialistisch volksvertegenwoordiger voor het arrondissement Brussel en vervulde dit mandaat tot in 1954.